# خوردگی تنشی

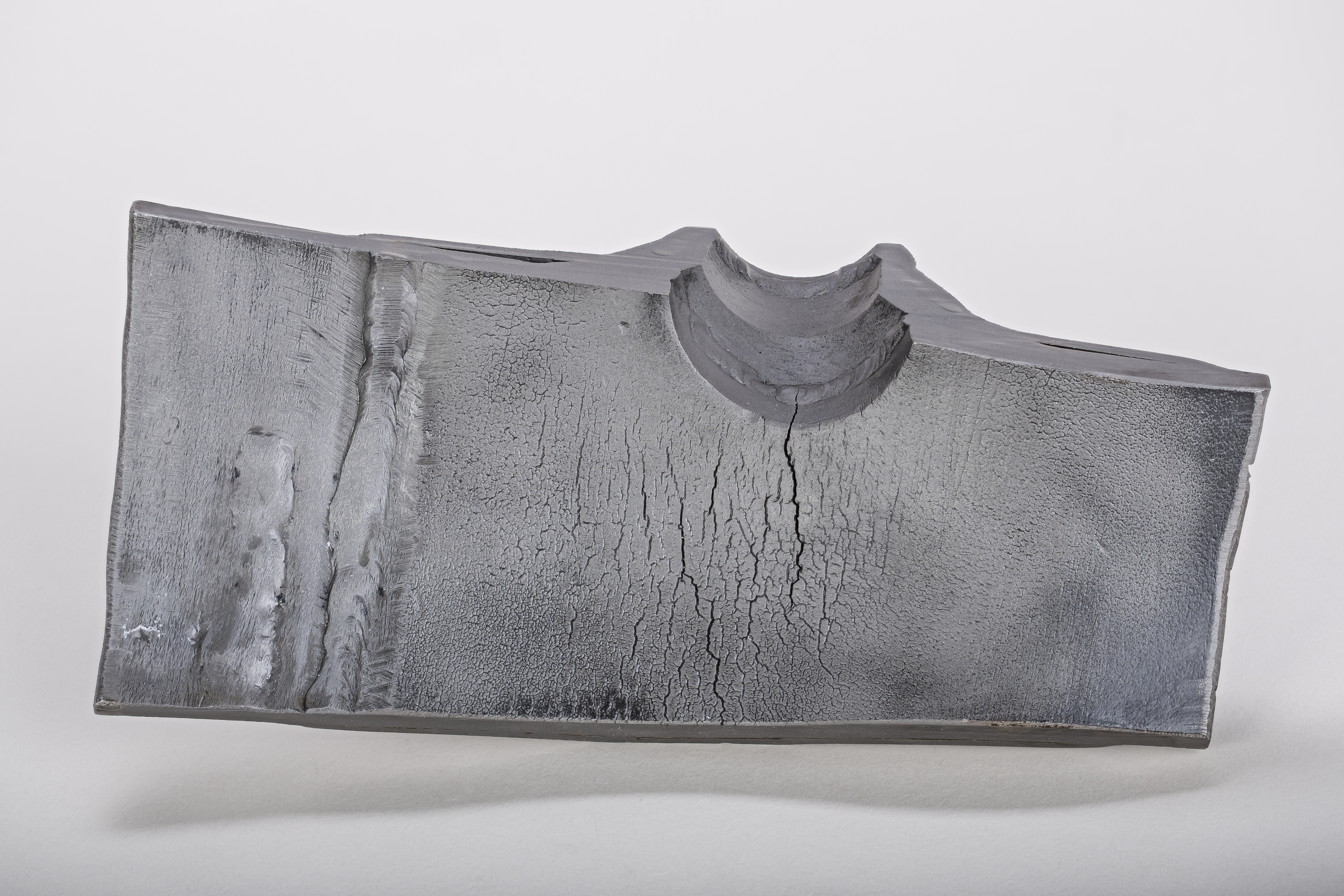
ترک ناشی از خوردگی تنشی که بر اثر کشش ایجاد شده توسط جوشکاری نامناسب ایجاد شده‌است.

ترک ناشی از خوردگی تنشی (به انگلیسی: Stress Corrosion Cracking) به رشد ترک در یک محیط خورنده گفته می‌شود. این پدیده، به ویژه در دمای بالا می‌تواند منجر به شکست غیرمنتظره و ناگهانی آلیاژهای فلزی معمولاً شکل‌پذیر که تحت تنش کششی قرار دارند، شود. SCC از نظر شیمیایی بسیار خاص است به این دلیل که آلیاژهای خاصی فقط در صورت قرار گرفتن در معرض تعداد کمی از محیط‌های شیمیایی تحت SCC قرار می‌گیرند. محیط شیمیایی که باعث ایجاد SCC برای یک آلیاژ معین می‌شود، اغلب محیطی است که فقط خورنده ملایمی برای آن فلز است. در نتیجه فلزاتی که دچار SCC شدید شده‌اند، و ظاهری براق و روشن دارند، می‌توانند پر از ترک‌های میکروسکوپی باشند. این عامل باعث می‌شود که SCC قبل از شکست کامل قطعه شناسایی نشود. SCC اغلب به سرعت و ناگهانی رشد می‌کند و در بین آلیاژها بیشتر از فلزات خالص شایع است. محیط خاص از اهمیت حیاتی برخوردار است و فقط غلظت بسیار کمی از مواد شیمیایی بسیار فعال خاص برای تولید ترک خوردگی فاجعه بار مورد نیاز است، که اغلب منجر به شکست ویرانگر و غیرمنتظره می‌شود.

## ترک خوردگی تنشی (SCC)
ترک خوردگی تنشی (Stress Corrosion Cracking) فلزات به یک ترک خوردگی اطلاق می‌شود که از ترکیب اثرهای یک تنش کششی و یک محیط خورنده خاص اعمال شده بر فلز ایجاد می‌شود. ترک خوردن معمولاً در جهت عمود بر تنش اعمال شده اتفاق می‌افتد.

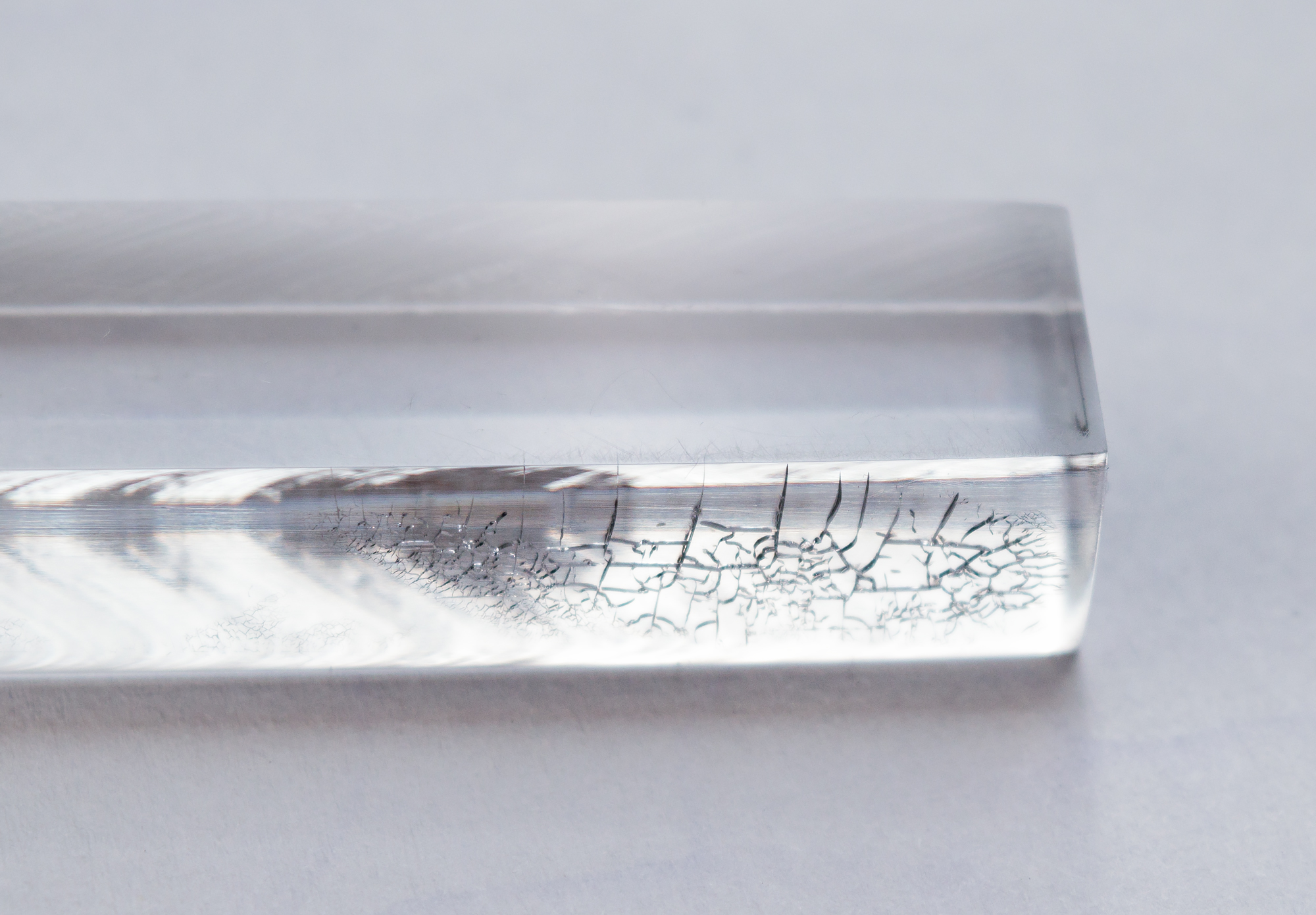
ترک خوردگی ناشی از خوردگی تنشی در یک شیشه اکرلیک (PMMA)

فاکتورهای مهم در خوردگی تنشی (ترک خوردگی تنشی)، درجه حرارت، ترکیب شیمیایی محلول، ترکیب شیمیایی فلز، تنش و ساختمان فلز می‌باشد.
در خوردگی تنشی یا scc، فلز یا آلیاژ به گونه ای خورده می‌شوند که ترک‌های ریزی در داخل آن به وجود می‌آید و به مرور پیشرفت می‌کند. این نوع ترک خوردن نتایج جدی و خطرناکی دارد زیرا در تنش‌هایی که در محدوده تنش مجاز طراحی شده قرار دارند، واقع می‌گردد. در اثنای وقوع SCC معمولاً سطح فلز خیلی کم خورده می‌شود در حالی که ترک‌های بسیار موضعی در مقطع فلز منتشر می‌شود. تنش‌هایی که موجب ایجاد SCC می‌شوند می‌توانند به صورت تنش‌های پسماند یا تنش‌های اعمالی باشند. تنش‌های پسماند زیادی که باعث پیدایش SCC می‌شوند ممکن است، به عنوان مثال، ناشی از تنش‌های حرارتی حاصل از آهنگ سرد شدن ناهمسان، طراحی مکانیکی ضعیف برای تحمل تنش‌ها، استحاله‌های فازی به وقوع پیوسته در اثنای عملیات حرارتی، کار سرد و جوشکاری باشند.

البته تمام سیستم‌های فلز و محیط خورنده باعثscc نمی‌شوند. مثال خوبی در این مورد مقایسه بین برنج‌ها و فولادهای زنگ نزن آستنیتی می‌باشد. فولادهای زنگ نزن در محیط‌های کلرور دار ترک می‌خورند، ولی در محیط‌های حاوی آمونیاک ترک نخواهند خورد؛ درحالی‌که برنج‌ها در محیط‌های آمونیاک دار ترک می‌خورند ولی در محیط‌های کلرور دار ترک نخواهند خورد. به‌علاوه، تعداد محیط‌های مختلفی که در آنها یک آلیاژ ترک می‌خورد، معمولاً کم می‌باشد؛ مثلاً فولادهای زنگ نزن در اسید سولفوریک، اسید نیتریک، اسید استیک یا آب خالص ترک نخواهند خورد ولی در محیط‌های کلردار بازی، ترک می‌خورند.
فقط ترکیبات معینی از آلیاژها و محیط‌ها باعث ایجاد SCCمی‌شوند. به نظر می‌رسد که هیچ الگوی کلی برای محیط‌هایی که باعث ایجاد SCC در آلیاژها می‌شوند موجود نباشد؛ مثلاً، فولادهای زنگ نزن در محیط‌های کلریدی ترک می‌خوردند در صورتی که در محیط‌های حاوی آمونیاک این امر اتفاق نمی‌افتد. در مقابل، برنج‌ها (آلیاژهای Zn-Cu) در محیط‌های حاوی آمونیاک ترک می‌خورند اما در محیط‌های کلریدی ترک نمی‌خورند. ترکیب‌های جدیدی از آلیاژها و محیط‌هایی که باعث بروز پدیده SCC می‌شوند، مدام در حال کشف هستند.
مکانیزم ترک خوردگی تنشی، مکانیزم‌های مؤثر در ایجاد SCC به‌طور کامل شناخته نشده‌اند زیرا سیستم‌های آلیاژی و محیط‌های مختلف زیادی وجود دارند که مستلزم مطالعه مکانیزم‌های مختلف است. اکثر مکانیزم‌های بروز SCC شامل مراحل شروع و انتشار ترک هستند. در بسیاری از موارد ترک در یک حفره یا ناپیوستگی دیگر در روی سطح فلز شروع می‌شوند. پس از آغاز ترک، نوک ان‌ها امکان امکان پیشروی دارند. تنش بالایی در نوک ترک، ناشی از اعمال تنش‌های کششی بر فلز ایجاد می‌گردد. انحلال آندی فلز، از طریق خوردگی الکتروشیمیایی موضعی در نوک ترک، با پیشروی آن صورت می‌گیرد. ترک در صفحه‌ای عمود بر امتداد تنش کششی رشد می‌کند تا موقعی که فلز پاره شود. در یک آزمون کلاسیک که توسط پریست وهمکاران او انجام شد، نشان داده شد که یک ترک در حال پیشروی را می‌توان با حفاظت کاتدی متوقف کرد. موقعی که حفاظت کاتدی حذف شد، ترک دوباره شروع به رشد کرد.

تنش کششی برای شروع وانتشار ترک‌ها لازم است و در گسستن لایه‌های سطحی حائز اهمیت است. با کاهش سطح تنش زمان لازم برای ایجاد ترک افزایش می‌یابد. درجه حرارت و محیط نیز عوامل مهمی در ایجاد ترک در خوردگی تنشی هستند.

## انواع ترک خوردگی تنشی
1. ترک بین دانه ای: این ترک‌ها بیشتر درفلزات سخت ایجاد می‌شوند. این نوع ترک که در طول مرزها حرکت می‌کند و دانه‌ها رااز مرز دانه‌ها جدا می‌کند، سرعت تشکیل پایینی دارد ولی سرعت رشد آن زیاد است و عامل مهم جوانه ترک می‌باشد.
2. ترک میان دانه ای: در این نوع ترک که بیشتر در فلزات نرم تشکیل می‌شود، ترک از داخل دانه‌ها عبور می‌کند و می‌تواند دانه‌ها را از وسط بشکافد.

## دو مثال از این نوع خوردگی

#### تردی بازی
در لوکوموتیوهای بخار اولیه، تعداد زیادی از دیگ‌های بخار که به روش پرچکاری ساخته شده بودند، منفجر شدند. مطالعه انهدام‌ها نشان دادند که ترک‌ها یا شکست ترد از سوراخ پرچ‌ها شروع شده بودند. این نواحی در مرحله پرچکاری کار، سرد شده بودند و آنالیز رسوبات سفید رنگی که در این نواحی وجود داشت، نشان داد که مواد قلیایی سدیم هیدروکسید جزء اصلی است، به این ترتیب شکست ترد در حضور مواد قلیایی، اصطلاح تردی بازی را به وجود آورد.

#### ترک خوردن فصلی

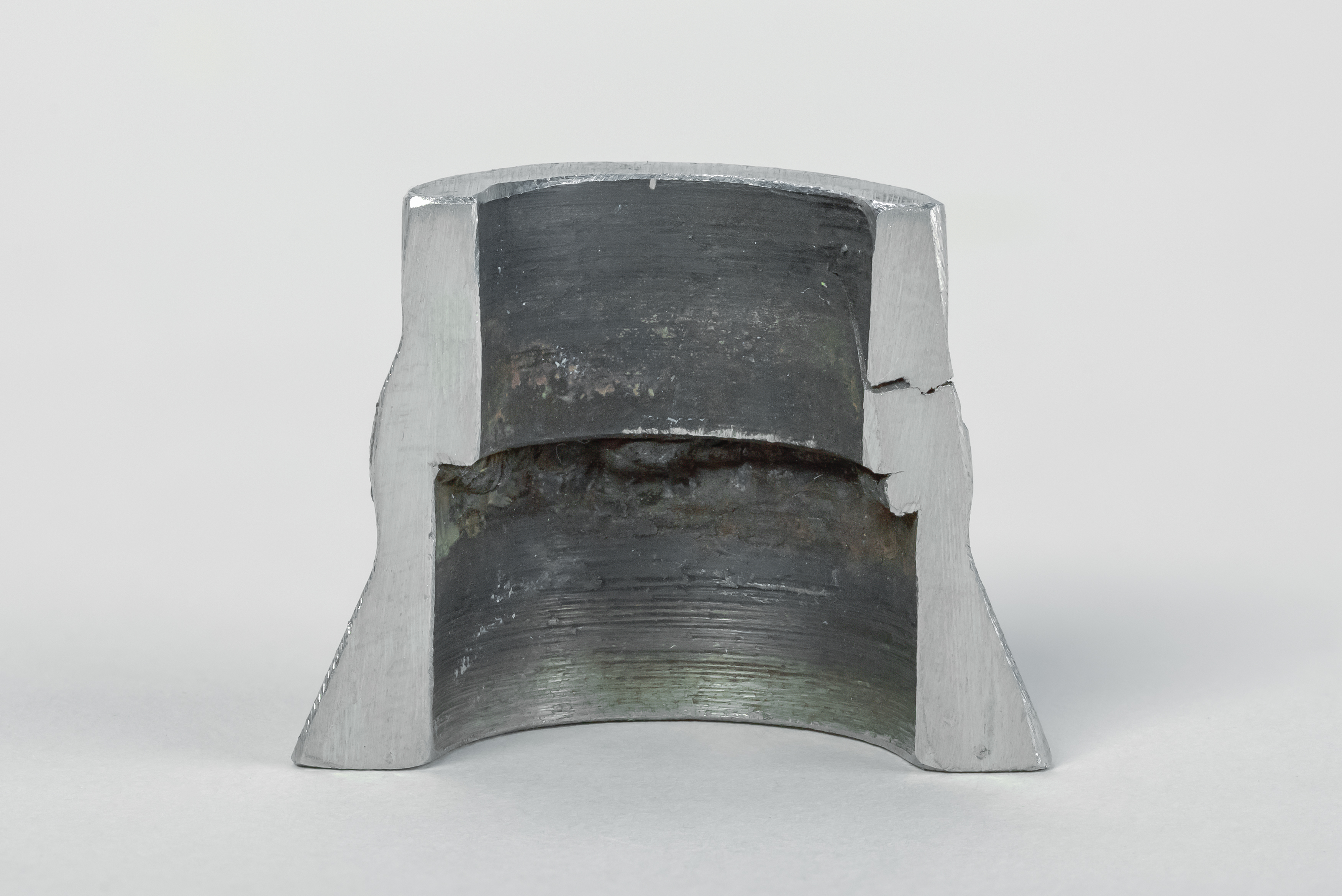
ترک خوردگی ناشی خوردگی تنشی در یک لوله از جنس ASTM 321

مخصوص آلیاژهای مس (برنج) و در محیط‌های قلیایی همانند آمونیاک بوده‌است.
در جنگ جهانی دوم انگلیسی‌ها مهمات خود را در انبارهایی ذخیره می‌کردند که کشاورزان مواد شیمیایی خود را در ان قرار می‌دادند و محیط هم در اثر باران‌های فراوان مرطوب بوده‌است. در این زمان فشنگ‌ها که پوکه‌ها آن به قسمت اصلی پرچ شده بود ترک می‌خوردند. علت این دو نوع ترک خوردگی تنشی بوده‌است به‌طوری‌که در مثال اول فولاد در محیط قلیایی مثل سود (NaOH) و تحت تأثیر تنش شروع به ترک خوردن از محل پرچ‌ها می‌کرده‌است. همچنین پوکه‌های فشنگ آلیاژهای برنج‌اند که در محیط آمونیاکی شروه به خورده شدن ترک خوردن می‌کنند.

عامل تنش در هر دو مورد بسیار مهم است. تنش به دو صورت تنش بارگذاری و تنش پسماند می‌تواند اثر بگذارند. تنش‌های پسماند ناشی از هر گونه عملیات ریختگی، جوشکاری، نورد، کار سرد، کار مکانیکی و … است. تنش کششی اعمال شده بر یک قطعه موجب می‌شود فاصله اتم‌ها نسبت به حالت عادی بیشتر شده و خوردگی راحت‌تر بتواند برای تأثیر بگذارد.

برای ارزیابی خوردگی تنشی قطعه مورد استفاده را آماده کرده و تحت تنش قرار می‌دهیم. تحت نیروی مشخص قطعه از هم جدا می‌شود سپس همین آزمایش را در حضور محیط خورنده انجام می‌دهند. از سرعت‌های پایین شروع به اعمال تنش می‌کنند تا سرعت‌های بالاتر ادامه می‌دهند.

## شکل ترک‌ها
ترک‌های scc شبیه ترک‌هایی هستند که در شکست ترد ایجاد می‌شوند درحالی‌که حقیقتاً ناشی از فرایندهای خوردگی موضعی هستند؛ اگرچه این ترک‌ها واقعاً ترک‌های مکانیکی نیستند اما با این وجود مناسب است که مراحل و اشکال عمومی scc را ترک قلمداد کرد.

## اثرات تنش در خوردگی تنشی
افزایش تنش، زمان شکست را تقلیل می‌دهد.
برای هر آلیاژ و فلزی، تنشی وجود دارد که در کمتر از آن حد تنش، شکست اتفاق نخواهد افتاد. این حد تنش مجاز برای مصونیت از خوردگی تنشی (ترک خوردگی تنشی یا scc) بستگی به درجه حرارت، ترکیب شیمیایی فلز و ترکیب شیمیایی محیط دارد. به‌طور کلی حد تنش مجاز بین ۱۰ تا ۷۰ درصد تنش تسلیم (yield stress) است.
بنابراین، معیار اصلی تنش‌هایی که موجب ترک خوردگی تنشی (scc) می‌گردند، این است که کششی بوده و از یک حدی بالاتر باشند. این تنش‌ها می‌توانند هر نوعی اعم از تنش اعمال شده، پس ماند، حرارتی یا در اثر جوشکاری باشند. موارد زیادی وجود دارد که scc بدون وجود تنش خارجی اتفاق افتاده‌است. فولادهای جوشکاری شده دارای تنش‌های پس مانده نزدیک نقطه تسلیم می‌باشند.

## زمان در خوردگی تنشی
زمان در scc پارامتر مهمی است زیرا خسارت فیزیکی مهمی که در scc اتفاق می‌افتد در مراحل نهایی صورت می‌گیرد. با نفوذ ترک‌ها به داخل فلز، سطح مقطع مؤثر فلز کم می‌شود و در نتیجه تنش افزایش می‌یابد و نهایتاً شکست نهایی، مکانیکی خواهد بود.
در ابتدا سرعت حرکت ترک تقریباً ثابت است ولی با پیشروی ترک، سطح مقطع نمونه تقلیل یافته و تنش اعمال شده روی بقیه سطح مقطع نمونه افزایش می‌یابد؛ در نتیجه سرعت حرکت ترک نیز با پیشروی خود ترک افزایش می‌یابد تا زمانی که گسیختگی واقع گردد.
در مراحل اولیه ترک خوردن، پهنای دهانه ترک کم است و افزایش طول خیلی کمی در نمونه به‌وجود می‌آورد. در مراحل بعدی ترک‌ها بازتر می‌شوند. قبل از گسیختگی، تغییر شکل پلاستیکی قابل ملاحظه ای نیز به وقوع می‌پیوندد و تغییر طول بزرگی مشاهده می‌گردد.

## فاکتورهای محیطی در scc
در حال حاضر الگوی کلی برای برای محیط‌هایی که در آلیاژهای مختلف باعث ایجاد scc می‌شوند وجود ندارد. scc در بعضی از محیط‌های آبی واقع می‌شود؛ همچنین در بعضی نمک‌های مذاب و فلزات مذاب و نیز مایعات غیر آلی (معدنی) فاقد آب اتفاق می‌افتد.
وجود اکسیدکننده‌ها غالباً اثر زیادی بر روی تمایل به ترک خوردن دارد. به‌طور مثال، وجود اکسیژن حل شده یا اکسید کننده‌های دیگر لازمه ترک خوردن فولادهای زنگ نزن آستنیتی در محلول‌های کلردار می‌باشد و اگر اکسیژن حذف گردد، شکست اتفاق نخواهد افتاد.
دائماً محیط‌های جدیدی که باعث scc در آلیاژهای مختلف می‌گردند کشف می‌شود؛ لذا همواره لازم است در صورت تغییر ترکیب شیمیایی محیط، آلیاژ مورد نظر را از نظر تمایل به scc به‌وسیلهٔ آزمایشات scc ارزیابی نمود. ویژگی محیط‌هایی که باعث scc می‌شوند این است که آلیاژ در حالتی که فاقد تنش می‌باشد، به مقدار خیلی جزئی خورده می‌شود.
شبیه اکثر واکنش‌های شیمیایی، scc نیز با افزایش درجه حرارت، شدت می‌یابد. در بعضی سیستم‌ها مثل آلیاژهای منیزیم، شکست به سهولت در درجه حرارت محیط واقع می‌شود. در برخی دیگر، درجه حرارت جوش لازم است. اکثر آلیاژهایی که مستعد ترک خوردن هستند، حداقل در دمای c ⁰۱۰۰ شروع به ترک خوردن می‌نمایند.
علاوه بر درجه حرارت، حالت فیزیکی محیط نیز مهم است. آلیاژهایی که در معرض محیط‌های آبی تک فاز قرار می‌گیرند، گاهی کمتر صدمه می‌بینند تا موقعی که در همان درجه حرارت و تنش، در معرض تر شدن و خشک شدن متناوب قرار می‌گیرند.

## فاکتورهای متالورژیکی در scc
فاکتورهای مؤثر در scc عبارتند از ترکیب شیمیایی متوسط، طرز قرار گرفتن کریستال‌ها، ترکیب و توزیع رسوب‌ها در داخل فلز، واکنش نابجایی‌ها با یکدیگر و میزان پیشروی تغییر حالت‌های فازی. این فاکتورها به‌علاوه ترکیب شیمیایی محیط و تنش اعمال شده، زمان خوردگی تنشی و در نهایت، زمان شکست را تعیین می‌کنند.

## مکانیزم‌های خوردگی تنشی
اگرچه خوردگی تنشی یکی از مهم‌ترین مسائل خوردگی می‌باشد، مکانیزم آن هنوز به خوبی روشن نشده‌است. دلیل اصلی این مشکل، روابط پیچیده خواص فلز، فصل مشترک و محیط خورنده می‌باشد. همچنین به نظر می‌رسد که مکانیزم scc در کلیه سیستم‌های فلز و محیط خورنده یکسان نباشد. قابل اعتمادترین و مفیدترین اطلاعات از تجارب عملی به‌دست آمده‌است.
در به‌وجود آمدن و آغاز نمودن ترک‌ها، خوردگی نقش بسیار مهمی را بازی می‌کند. یک حفره، شیار یا غیر یکنواختی دیگر روی سطح موجب تمرکز تنش در آن نقاط می‌شود. تمرکز تنش در رأس یک شیار، با تقلیل شعاع شیار به شدت افزایش می‌یابد. ترک‌های scc غالباً از انتهای حفره‌ها شروع می‌گردند.
به مجرد اینکه ترک ایجاد شد، رأس ترک دارای شعاع بسیار کوچکی بوده و باعث تمرکز تنش بسیار بالایی می‌گردد. رشد ترک، پله پله یا با پرش‌های کوتاه صورت می‌گیرد. در حقیقت صدای ترک‌ها با گوش غیر مسلح شنیده می‌شود. از آنجا که تنش موجود در رأس ترک، بالا است، در این نواحی تغییر شکل پلاستیکی صورت می‌گیرد.
برای ادامه پیشروی ترک‌ها، وجود همزمان تنش کششی و خوردگی الزامی است. اگر آلیاژ در حالت تعادلی نباشد، ممکن است استحاله‌های فازی انجام گیرند؛ مثلاً تبدیل آستنیت به مارتنزیت در فولادهای زنگ نزن نیکل دار. فاز جدید می‌تواند استحکام ، حساسیت در برابر هیدروژن یا مقاومت خوردگی متفاوتی داشته باشد.
اگر آلیاژ در حالت تعادلی باشد، ممکن است مناطقی که تغییر شکل پلاستیکی داده‌اند، به‌واسطه ظاهر شدن مداوم پله‌های لغزشی دارای مقاومت کمتری از نظر خوردگی نسبت به بقیه فلز باشند.

## طبقه‌بندی مکانیزم‌های خوردگی تنشی
همان‌طور که اشاره گردید، پیچیدگی در کنش بین محیط‌های مختلف، ماهیت آلیاژ، ساختار متالورژیکی و غیره، نشان می‌دهد که امکان وجود یک مکانیزم واحد برای خوردگی تنشی تمام سیستم‌های فلز-محیط وجود ندارد. بعضی از مکانیزم‌های scc به شرح زیر است:
- مکانیزم‌های متالورژیکی

الف) هم صفحه بودن نابجایی‌ها: مقاومت در برابر ترک خوردن مربوط می‌شود به طرز قرار گرفتن نابجایی‌ها.
ب) پیر تنشی وجدایش میکرونی: جدایش میکرونی می‌تواند باعث رفتار ترک خوردن در اثر خوردگی تنشی به طریق میان دانه ای شود؛ سرعت ترک خوردن به‌وسیلهٔ دیفوزیون اتم‌های حل شونده و همچنین پولاریزاسیون الکتروشیمیایی محدود می‌شود.
ج) جذب شدن :عوامل فعال سطحی به سطح جذب می‌شوند و با باندهای تحت کرنش در نوک ترک اندر کنش نموده و باعث کاهش استحکام باند شده و سبب اشاعه ترک می‌شوند.
- مکانیزم‌های حل شدن

الف) تشدید حل شدن در اثر تنش: ترک با انحلال آندی موضعی گسترش می‌یابد. نقش اصلی تغییر شکل پلاستیکی، تشدید فرایند حل شدن می‌باشد.
ب) تشکیل فیلم در دیواره ترک‌ها بر اساس مکانیزم هم صفحه ای بودن نابجایی‌ها: ترک‌ها در محلی که پله‌های لغزشی به سطح می‌رسند شروع می‌شوند؛ رشد ترک‌ها در نتیجه انحلال فلزی است که در حال تسلیم است. با رشد ترک، پوسته روی دیواره ترک مجدداً تشکیل می‌شود و به‌عنوان کاتد عمل می‌کند.
ج) غنی شدن نسبت به عنصر نجیب: ترکیب شیمیایی پله‌های لغزشی دارای غلظت کمتری از نیکل نسبت به سطح غنی شده‌است، در نتیجه پله لغزشی آنقدر حل می‌شود تا مقدار نیکل به مقدار غنی شده سطح قبلی برسد.
د) ترک خوردن در اثر خوردگی تنشی با شکستن و پاره شدن مداوم فیلم‌های غیرفعال پیشروی می‌کند. در محل پارگی، عمل انحلال صورت می‌گیرد تا مجدداً حالت غیرفعال به وجود آید.
ه) مهاجرت یون کلرید: یون کلرید از طریق فیلم پاره شده به مناطقی که دارای بالاترین تنش هستند مهاجرت می‌کند؛ بنابراین نقش یون کلرید، پاره کردن فیلم بوده و در نتیجه امکان انحلال فلز را فراهم می‌آورد.
- مکانیزم‌های هیدروژنی

الف) تشکیل هیدرید: هیدروژن به داخل رشته‌های عمود بر جهت اعمال تنش نفوذ کرده و سپس باعث ترک خوردن می‌شود.
ب) تردی هیدروژنی: هیدروژن در داخل فلز در نوک ترک تجمع می‌یابد و با تشکیل حفره‌ها یا کاهش استحکام باندها، باعث تضعیف موضعی باندها می‌شود. ترک‌ها با شکست مکانیکی منطقة ضعیف شده پیشروی می‌کنند.
- مکانیزم‌های مکانیکی

الف) حفره‌های تونلی و پارگی: پیشروی ترک با تشکیل حفره‌های عمیق یا تونل‌هایی که در اثر انحلال به‌وجود می‌آیند و متعاقب آن به یکدیگر متصل می‌شوند و به‌صورت پارگی انجام می‌شود.
ب) تأثیر گوه مانندِ ناشی از محصولات خوردگی: محصولات خوردگی در ترک‌های موجود جمع می‌شوند در نتیجه با تأثیر شبیه گوه باعث بازشدن و پیشروی ترک می‌شوند.

## جلوگیری از ترک خوردگی تنشی
از آنجایی که مکانیزم‌های بروز SCC کاملاً شناخته شده نیستند، لذا روش‌های جلوگیری ار آن به کلی متکی به تجربه هستند. یک یا چند روش زیر از بروز SCC در فلزات جلوگیری می‌کند یا آهنگ آن را کاهش می‌دهد.

۱-کاهش مقدار تنش اعمال شده بر آلیاژ به پایین‌تر از تنی که تحت آن ترک خوردگی در آلیاژ تشکیل می‌شود: مثلاً با کم کردن بار روی فلز یا ضخیم‌تر کردن قطعه. همچنین این کار را می‌توان توسط کاهش تنش اعمالی بر آلیاژ یا با اعمال یک باز پخت تنش زدایی بر آن انجام داد. فولادهای کربنی ساده در محدوده دمایی ۶۰۰تا۶۵۰درجه سانتی گراد و فولادهای زنگ نزن آستنیتی در محدوده دمایی ۸۱۵تا۹۲۵ سانتیگراد تحت عملیات حرارتی تنش زدایی قرار می‌گیرند.
1. حذف محیط مخرب.
2. حذف اجزاء و ناخالصی‌های مضر محیط :مثلاً دگازه کردن، دمینراله کردن یا تقطیر نمودن.
3. تغییر نوع آلیاژ در صورتی که هیچ‌کدام از تغییرات محیط یا سطح تنش مقدور نباشند. به عنوان مثال، باید از تیتانیم به جای فولاد زنگ نزن در ساخت مبدل‌های حرارتی در تماس با آب دریا استفاده کرد.
4. اعمال حفاظت کاتدی با استفاده از آندهای مصرفی یا یک منبع قدرت خارجی.
5. اضافه کردن ممانعت کننده‌ها به سیستم: به‌طور مثال، در محیط‌های خورنده متوسط، فسفات‌ها و ممانعت کننده‌های آلی و معدنی دیگر به‌طور موفقیت‌آمیزی scc را تقلیل داده‌اند.
6. استفاده از پوشش‌ها جهت ممانعت از تماس محیط با فلز.
7. ساچمه زنی جهت ایجاد تنش‌های پس ماند فشاری در سطح فلز.